# Festival de Futebol dos Alpes de 2016
O Festival de Futebol dos Alpes de 2016 foi a primeira edição da competição amistosa organizada pela Matchworld Football S.A.. Realizou-se durante o verão de 2016 em diferentes cidades próximas aos Alpes. Cada equipa disputou números diferentes de partidas, logo o número total de pontos foi dividido pelos jogos disputados para determinar o vencedor do torneio.

## Classificação
| # | Equipe             | MP   | Pts | J | V | E | D | GP | GC | SG  |
| - | ------------------ | ---- | --- | - | - | - | - | -- | -- | --- |
| 1 | PSV Eindhoven      | 3.00 | 9   | 3 | 3 | 0 | 0 | 9  | 2  | +7  |
| 2 | FC Lausanne        | 3.00 | 3   | 1 | 1 | 0 | 0 | 4  | 1  | +3  |
| 3 | Olympique Lyonnais | 3.00 | 3   | 1 | 1 | 0 | 0 | 2  | 1  | +1  |
| 4 | FC Zenit           | 1.8  | 9   | 5 | 3 | 0 | 2 | 13 | 9  | +4  |
| 5 | FC Sion            | 1.33 | 4   | 3 | 1 | 1 | 1 | 7  | 6  | +1  |
| 6 | AS Monaco          | 1.33 | 4   | 3 | 1 | 1 | 1 | 5  | 6  | -1  |
| 7 | Sporting CP        | 0.00 | 0   | 3 | 0 | 0 | 3 | 3  | 13 | -10 |
| 8 | AS Saint-Étienne   | 0.00 | 0   | 2 | 0 | 0 | 2 | 2  | 6  | -4  |
| 9 | FC Basel           | 0.00 | 0   | 2 | 0 | 0 | 2 | 1  | 5  | -4  |